# آیدین محمدف
آیدین محمدف (ترکی آذربایجانی: Aydın Balamirzə oğlu Məmmədov؛ زادهٔ ۲۱ نوامبر ۱۹۶۷) دانشمند در زمینه تاریخ اهل اتحاد جماهیر شوروی سوسیالیستی است.